# Presles-et-Thierny
Presles-et-Thierny is een gemeente in het Franse departement Aisne (regio Hauts-de-France) en telt 344 inwoners (1999). De plaats maakt deel uit van het arrondissement Laon.

## Geografie
De oppervlakte van Presles-et-Thierny bedraagt 8,3 km², de bevolkingsdichtheid is 41,4 inwoners per km².

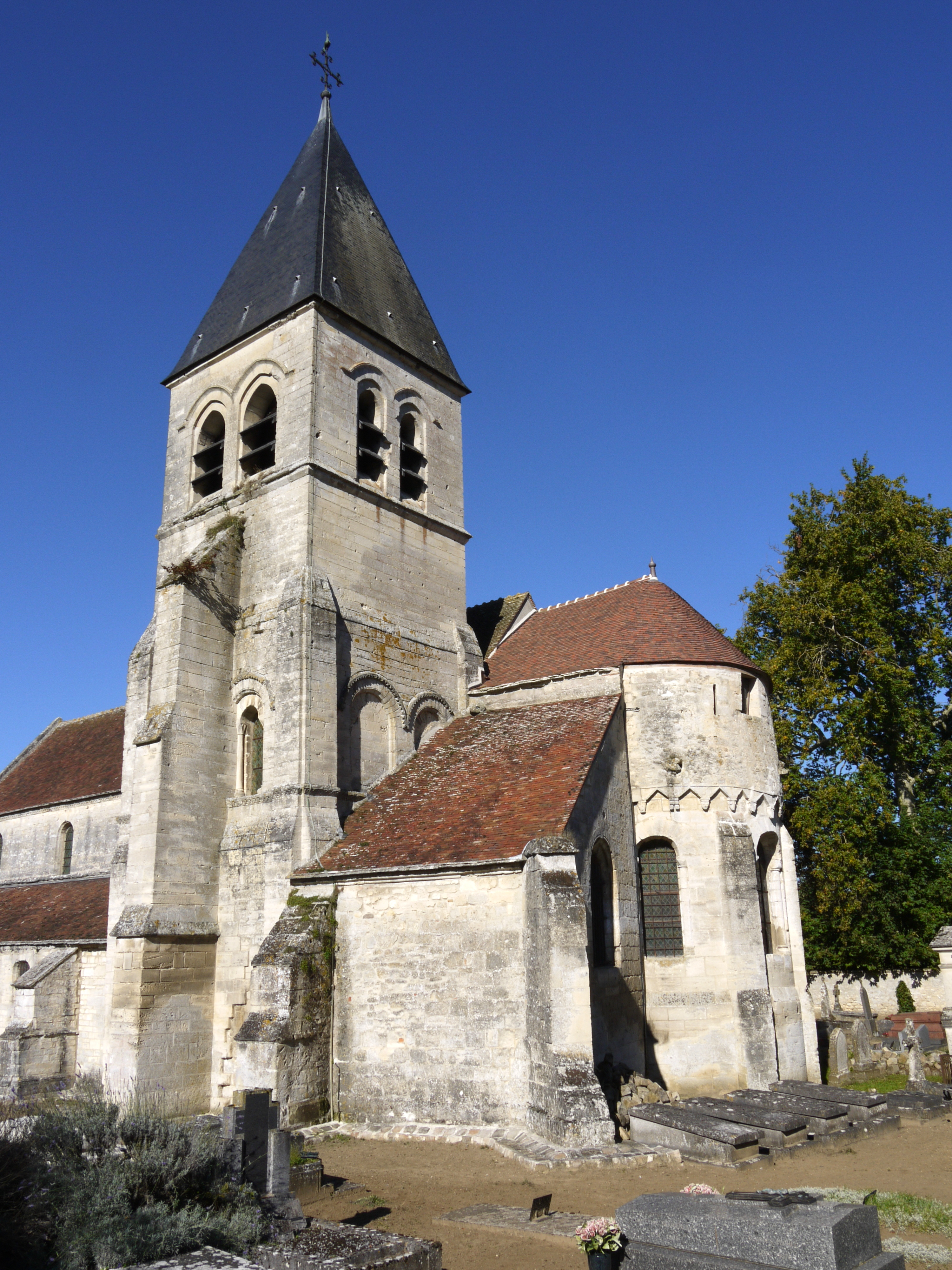

De onderstaande kaart toont de ligging van Presles-et-Thierny met de belangrijkste infrastructuur en aangrenzende gemeenten.

## Demografie
Onderstaande figuur toont het verloop van het inwonertal (bron: INSEE-tellingen).
Vanwege een beveiligingsprobleem met de MediaWiki Graph-software is het momenteel niet mogelijk deze grafiek weer te geven. Zodra de software is bijgewerkt zal de grafiek vanzelf weer zichtbaar worden.